# طواف إينكو 2010
طواف إينكو 2010 هو أحد سباقات طواف العالم للدراجات 2010 أقيم بتاريخ 17-24 أغسطس، تكون السباق من 7 مراحل وامتدّ لمسافة 1214.4 كم، استغرق السباق 28 ساعة 50 دقيقة 57 ثانية. فاز به الألماني طوني مارتين.

## الترتيب
| م                     | الدرّاج      | البلد   | الزمن                     |
| --------------------- | ----------- | ------- | ------------------------- |
| الفائز بالترتيب العام | طوني مارتين | ألمانيا | 28 ساعة 50 دقيقة 57 ثانية |

## روابط خارجية
- طواف إينكو 2010 على موقع إحصائيات الدراجات الإحترافية (الإنجليزية)